# Eupithecia stertzi
Eupithecia stertzi är en fjärilsart som beskrevs av Hans Rebel 1911. Eupithecia stertzi ingår i släktet Eupithecia och familjen mätare. Inga underarter finns listade i Catalogue of Life.